# Mezquita Bilal
La mezquita Bilal es la segunda mezquita construida en Chile, y está ubicada en el sector sur de la ciudad de Iquique. En 1997 un grupo de comerciantes pakistaníes que residen en la capital de la Región de Tarapacá compraron terrenos para la construcción de una mezquita y una madraza en la ciudad. La mezquita Bilal fue concluida en el año 1999.